# Find Another Way
Find Another Way è un singolo del 1995 di Captain Hollywood Project.
Secondo estratto dall'album Animals or Humans, il disco arrivò all'8º posto in Italia  e al 9° della Euro Top 20.